# Driebanddoradito
De driebanddoradito (Pseudocolopteryx dinelliana) is een zangvogel uit de familie Tyrannidae (tirannen).

## Verspreiding en leefgebied
Deze soort komt voor van Paraguay en zuidwestelijk Brazilië tot centraal Argentinië. 

## Status
De grootte van de populatie wordt geschat op 6700-20.000 volwassen vogels. Aangenomen wordt dat de populatie snel achteruitgaat door habitatverlies. Op de Rode lijst van de IUCN heeft deze soort daarom de status gevoelig.